# جامعه باز و دشمنان آن

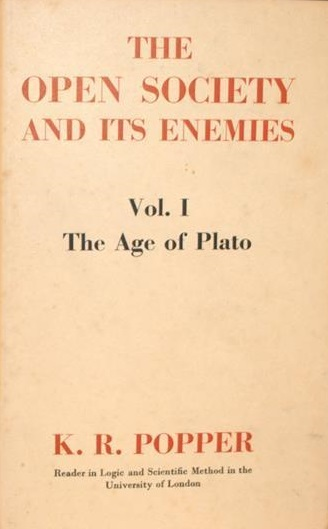
جلد نسخه انگلیسی کتاب جامعه باز و دشمنان آن

جامعه باز و دشمنان آن (به انگلیسی: The Open Society and Its Enemies) نام کتابی است از کارل پوپر (۱۹۰۲-۱۹۹۴) فیلسوف انگلیسی اتریشی‌تبار، که در ۱۹۴۵ انتشار یافت. به نظر پوپر در این کتاب، افلاطون و هگل و کارل مارکس دشمنان جامعه بازند و وی آن‌ها را به نقد می‌کشد.
جامعه باز و دشمنان آن یک کتاب دو جلدی بود و با بررسی دو جبهه در فلسفه آغاز می‌شود. پوپر متفکران مختلف را در طول تاریخ بررسی می‌کند و کار خود را از فیلسوفان یونانی آغاز می‌کند. وی مفصلاً توضیح می‌دهد که مقابله ای میان عقلانیت و احساسات در بشر وجود دارد. طرفداران عقلانیت نهایتاً به حمایت از جامعه بازمی‌رسند و پوپر کسانی مانند سقراط و کانت را در این جبهه قرار می‌دهد. در سمت دیگر کسانی هستند که هستهٔ نهایی اندیشه‌هایشان احساسات آنها دربارهٔ امور است که به زعم پوپر به طرفداری آنها از جامعه بسته، قبیله پرستی قدیم و ملی‌گرایی معاصر می‌انجامد. پوپر افلاطون و هگل را متعلق به این جبهه می‌داند. کتاب شامل حمله به افلاطون و ایده‌های وی و همچنین انتقاداتی تند از هگل است. پوپر، افلاطون را یک اندیشمند خودکامه‌گرا می‌پنداشت که حامی جزم‌گرایی بوده و جامعه بسته را ترویج می‌نمود. پوپر همچنین هگل را مورد حمله قرار داد چرا که وی را یک مغلطه گر خطرساز می‌دانست که اندیشه‌های طرفداران جامعه بسته را به زبان دوران معاصر باز تولید کرد. البته در این کتاب، کارل مارکس نیز مورد انتقاد پوپر قرار گرفته ولی به عقیده پوپر نیات مارکس خیر بودند اما او در دام اندیشه‌های هگلی افتاد.
پوپر این کتاب را معاصر با وقایع جنگ دوم جهانی نوشته و در فصل ۲۴ کتاب به مسئله نژادپرستی نیز می‌پردازد و ریشهٔ آن را تا هگل و افلاطون وا می‌کاود
وی معتقد است میل بازگشت به گذشته و پرستش تاریخ قدیم ناشی از نومیدی ما از اصلاح دنیا و کنار گذاشتن باور به توان عقل در بهبود زندگی بشر آینده است

## ترجمه فارسی
این کتاب چهار بار به فارسی ترجمه شده‌است:
- جامعه باز و دشمنان آن، رحمت‌اله جباری، تهران: شرکت سهامی انتشار، ۱۳۹۷[۵]
- جامعه باز و دشمنان آن، عزت‌الله فولادوند، تهران: انتشارات خوارزمی
- جامعه باز و دشمنان آن، امیرجلال‌الدین اعلم، تهران: انتشارات نیلوفر
- جامعه باز و دشمنانش، ترجمه علی‌اصغر مهاجر، دو جلد در یک مجلد، تهران، شرکت سهامی انتشار، ۱۳۶۴، ۶۳۹ص.